# Bacabal Esporte Clube
Bacabal Esporte Clube, é um clube de futebol brasileiro fundado em 1974 com sede na cidade de Bacabal, estado do Maranhão.
Foi campeão do Campeonato Maranhense de Futebol em 1996, campeão do Campeonato Maranhense de Futebol - Segunda Divisão em 2017, bicampeão da Copa FMF em 1991 e 2008. Teve a honra de ter em seu plantel dois famosos jogadores: Adílio e Andrade, grandes craques do Flamengo.

## História
Fundado em 14 de maio de 1974, na cidade de Bacabal, no estado do Maranhão, o clube foi o primeiro do interior a conquistar o Campeonato Maranhense, em 1996. Seu mascote é um leão, suas cores são azul e branco, e manda seus jogos no Estádio José Luís Nery Corrêa, conhecido como Correão.

## Títulos
| ESTADUAIS | ESTADUAIS                       | ESTADUAIS | ESTADUAIS  |
|           | Competição                      | Títulos   | Temporadas |
| --------- | ------------------------------- | --------- | ---------- |
|           | Campeonato Maranhense           | 1         | 1996       |
|           | Campeonato Maranhense - Série B | 1         | 2017       |
|           | Copa FMF                        | 2         | 1991, 2008 |

Outras conquistas
- Taça Prefeitura de São Luís: 1977
- Torneio Incentivo: 1975, 1976

Campanhas de destaque
- Vice-campeão Maranhense Série A: 1977

## Ligações Externas
- «Facebook oficial do Bacabal Esporte Clube»
- «Instagram oficial do Bacabal Esporte Clube»
- «Twitter oficial do Bacabal Esporte Clube»